# Marko Livaja
Marko Livaja, född 26 augusti 1993 i Split i Kroatien, är en kroatisk professionell fotbollsspelare som spelar för Hajduk Split och Kroatiens herrlandslag i fotboll.